# سومراکوواتس
سومراکوواتس (به صربی: Sumrakovac) یک منطقهٔ مسکونی در صربستان است که در Boljevac واقع شده‌است. سومراکوواتس ۶۴۲ نفر جمعیت دارد.